# Paranormal Activity 2: Tokyo Night
Paranormal Activity 2: Tokyo Night (japonsky パラノーマル・アクティビティ 第2章 TOKYO NIGHT, Paranômaru akutibiti Dai-2-shou: Tokyo Night)je japonský horor z roku 2010. Jedná se o samostatný díl, nemá tedy oficiální návaznost na sérii Paranormal Activity.

## Děj
Mladá studentka Haruka Jamano se vrací z výměnného pobytu ze San Diega v USA do rodného Tokia. Měla autonehodu a tak má obě nohy zlomené. Po pár dnech odjíždí její otec Šidejuki Jamano na služební cestu do Singapuru a nechává ji doma společně s jejím 19letým bratrem Koičim. Brzy si však všimne spolu s bratrem podivných jevů, které nemají logické vysvětlení. Proto se Koiči rozhodne, že v pokoji své sestry nasype hrstku soli a přes noc ji natáčí bez jejího vědomí. Ráno zkoumá záběry a zděšeně zjišťuje, že kupka soli se sama od sebe rozprášila. Brzy je navštíví i trojice kamarádů. Mladá dívka, která je spirituálním médiem, po chvíli zpanikaří a opustí bezdůvodně dům. Koiči se rozhodne zavolat šintoistického kněze, který vyžene zlou sílu. Po několika dnech klidu se opět začínají věci sami od sebe pohybovat.
Paranormální aktivita se stupňuje. V nocí se Haruka budí s křikem a Koiči si neví rady, jak se zbavit zlé síly. Haruka se jednoho večer probudí na terase a na ruce má nevysvětlitelný kousanec. Vysvětlení pro to Koiči nenachází. Haruka si vzpomíná na Katie a na její souvislost s autonehodou. Během poslední noci se Haruka probudí a dojde do bratrova pokoje, kde 2 hodiny stojí nad jeho postelí. Poté odejde a Koičiho probudí strašlivý křik. Jde hledat sestru, ale nemůže ji najít. Když vidí, jak ze skříňky visí lidské nohy, jde opatrně k ní. Ale za sebou uslyší zvuky, otočí se a posedlá Haruka ho bouchne. Poté ho hodí na kameru v jeho pokoji. Koiči se rychle probere a běží ven, kde si chytne taxi. Jenomže se před autem objeví zničehonic Haruka a stane se autonehoda.
Na posledním záběru je Koiči vyzván doktorem, aby identifikoval mrtvolu. Myslí si, že je to jeho setra. Když odkryje plachtu, najde pod ní mrtvého taxikáře. Následně je vtáhnut do tmy a tam je slyšet jenom děsivý křik. Poté se objeví Haruka, která je posedlá. Obrazovka zčerná. V epilogu se ukáže, že Koiči byl nalezen mrtev v domě společně s otcem Šigejukim. Poloha Haruky je neznámá.

## Obsazení
| Noriko Aojama   | Haruka Jamano   |
| Aoi Nakamura    | Koiči Jamano    |
| Kazujoši Camaru | Šigejuki Jamano |